# Івонн Лі
Івонн Лі (30 травня 1998) — німецький гравець в бадмінтон. У 2015 році завоювала бронзову медаль на Чемпіонаті Європи з бадмінтону серед юніорів у змаганнях з парних виступів дівчат.

## Досягнення

### Чемпіонат Європи серед юніорів
Одиночні виступи
| Рік  | Місце                                            | Суперник             | Рахунок             | Результат |
| ---- | ------------------------------------------------ | -------------------- | ------------------- | --------- |
| 2017 | Centre Sportif Régional d'Alsace, Мюлуз, Франція | Джулі Даволл Якобсен | 17–21, 21–13, 11–21 | Бронза    |

Парні виступи
| Рік  | Місце                                      | Партнер     | Суперники                               | Рахунок      | Результат |
| ---- | ------------------------------------------ | ----------- | --------------------------------------- | ------------ | --------- |
| 2015 | Regional Sport Centrum Hall, Любін, Польща | Єва Янссенс | Джулі Даволл Якобсен Дітта Сьобі Гансен | 19–21, 11–21 | Бронза    |

### BWF International Challenge/Series
Одиночні виступи
| Рік  | Турнір                         | Суперник             | Рахунок      | Результат   |
| ---- | ------------------------------ | -------------------- | ------------ | ----------- |
| 2018 | Italian International          | Джулі Даволл Якобсен | 17–21, 17–21 | Друге місце |
| 2018 | Czech Open                     | Neslihan Yiğit       | 21–17, 21–8  | Переможець  |
| 2016 | Dutch International            | Метте Поулсен        | 21–18, 21–18 | Переможець  |
| 2015 | Eurasia Bulgaria International | Наталія Кох Роде     | 15–21, 19–21 | Друге місце |
| 2015 | Lithuanian International       | Алеся Зайцева        | 21–14, 21–14 | Переможець  |

Парні виступи
| Рік  | Турнір                   | Партнер    | Суперники                        | Рахунок     | Результат   |
| ---- | ------------------------ | ---------- | -------------------------------- | ----------- | ----------- |
| 2015 | Lithuanian International | Луїза Хейм | Марі Батомен Тешана Віньес Варан | 11–21, 7–21 | Друге місце |

Змішані пари
| Рік  | Турнір                | Партнер              | Суперники                    | Рахунок            | Результат   |
| ---- | --------------------- | -------------------- | ---------------------------- | ------------------ | ----------- |
| 2013 | Bulgaria Eurasia Open | Марвін Еміль Сейдель | Антон Кайсті Габріела Стоєва | 21–19, 9–21, 18–21 | Друге місце |

     BWF International Challenge
     BWF International Series
     BWF Future Series